# Бокс для покинутого немовляти

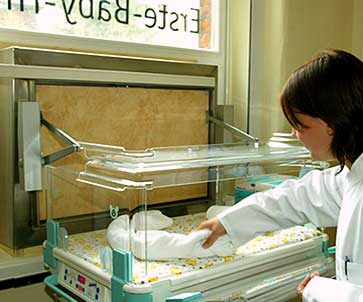
Бокс для немовляти у Німеччині

Бокс для покинутого немовляти, «вікно життя» — сучасний пристрій з підігрівом та ковдрою для тимчасового перебування покинутого немовляти.

## Необхідність боксів для покинутих немовлят
Тема незаконнонародженості, появи позашлюбних дітей-байстрюків — болюча, неприємна і нерозв'язана проблема сучасності. У зв'язку з лібералізацією культури і слабким впливом християнства на суспільство і поведінку людей, проблема не зникає, кількість позашлюбних дітей не меншає або має тенденцію до зростання. Інерційне засудження незаконнонародженості, особливо в країнах поширення католицизму та заборони на аборти та використання контрацептивів, підвищують ризик появи позашлюбних та небажаних дітей та проблеми з ними. Бокс для покинутого немовляти — благодійний захід, спрямований на збереження життя покинутого немовляти і попередження знищення позашлюбних дітей.
Бокс отримав поширення в країнах Центральної Європи початку 21 століття, як капіталістичних, так і в декількох посткомуністичних, серед яких Німеччина, Угорщина, Австрія, Чехія, Румунія і Польща.
Вперше бокси для покинутих немовлят з'явились в Західній Європі ще за часів середньовіччя. Ними могли бути плетені кошики чи навіть отвір в монастирському мурі з полицею для покинутого немовляти. Сучасний бокс для покинутих немовлят напівпрозорий, оснащений підігрівом та ковдрою і має довідку для батьків чи родичів з телефонами на випадок, якщо вони передумають і забажають забрати новонародженого в оговорений термін. По закінченню терміну дитина автоматично отримує право на всиновлення в нову родину.

## Історія питання. Венеційські оспедалє

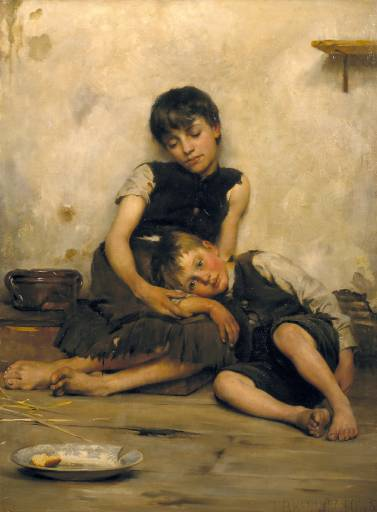
Томас Кеннінґтон. Сироти (1885)

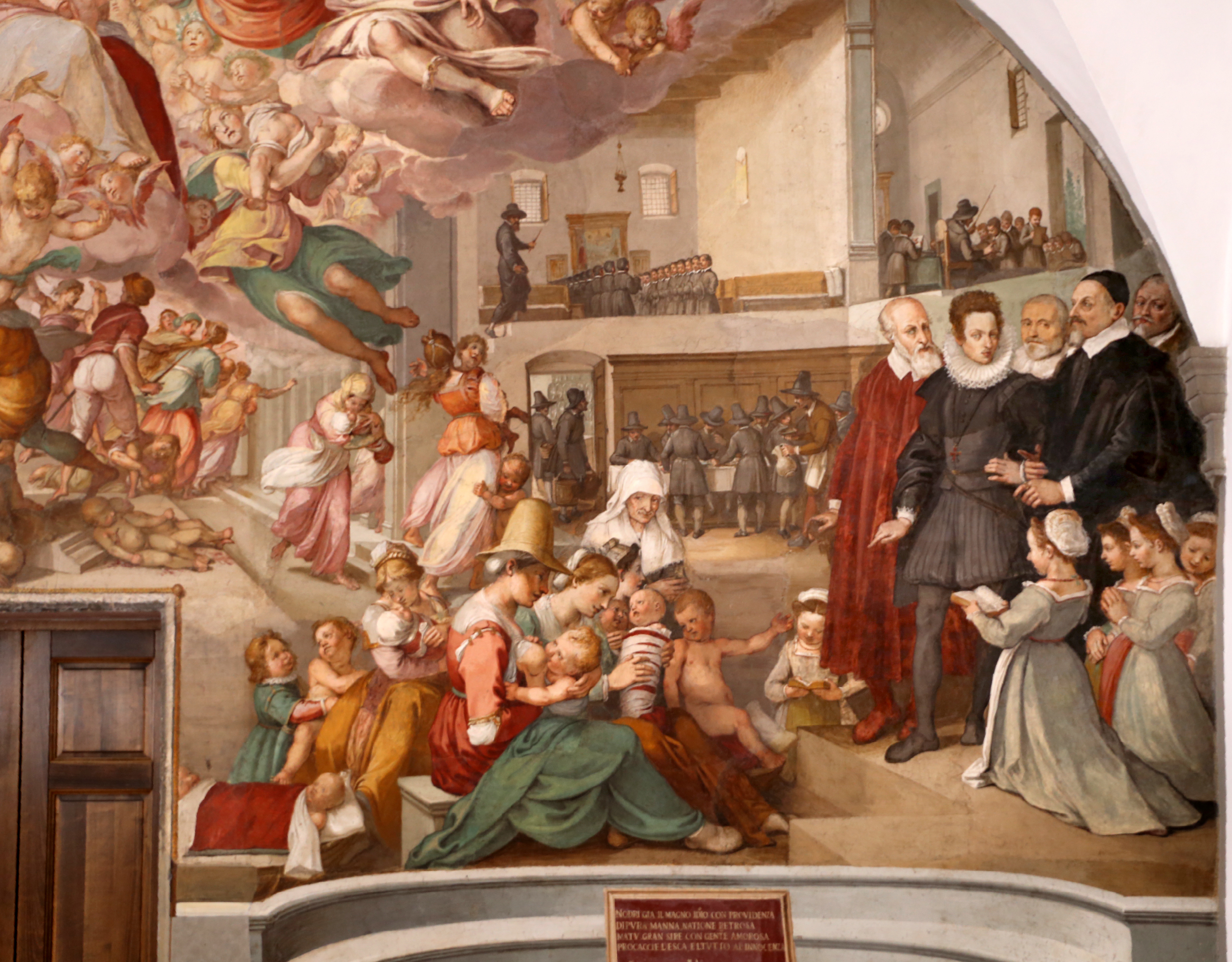
Худ. Бернардино Рочетті. Фреска зі сценами життя шпиталю для покинутих дітей.

Особливістю міського життя Венеції була наявність релігійних товариств та оспедалє (шпиталів-лікарень, що водночас були прихистками для хворих, прихистками для покинутих і позашлюбних дітей). З часом венеційські оспедалє стануть ще й школами, освітньо-професійними закладами, де позашлюбних дітей навчали деяким професіям, а дівчат — веденню домашніх справ, співу і навіть грі на музичних інструментах.
Кожний оспедалє мав власну спеціалізацію. Оспедалє Лазаря деї Мендиканті призначався для хворих проказою (але приймали і хворих іншими хворобами). Оспедалє деї Інкурабілі брав тільки невиліковних хворих. Саме сюди запроторювали також усіх венеційців, хворих на сифіліс.
З позицій сьогоденного розвитку медицини і протиепідемічних заходів розташування інфекційно хворих поряд з дитячим виховальним закладом здається неймовірним і вкрай небезпечним. Але саме так було в Венеції в 16 — 18 століттях. Особливим було і ставлення до безпритульних дівчаток і дівчат-сиріт. Для покинутих дівчат в портовій Венеції був лише один шлях заробити гроші і якось вижити — проституція, що не захищала ні від хвороб, ні від злиднів. Проституція в Венеції не зникала, але аби якось запобігти проблемі і врятувати дітей, кількість місць для покинутих дівчат була найбільшою. Малятами від року до п'яти опікувались місцеві церковні громади. Дівчатками у віці 6 — 10 −17 років і займались оспедалє. Декотрих дівчат віддавали в сільські родини на материк. Хлопців після 10 років передавали у ремісничі майстерні, і лише один виховний заклад спеціалізувався на музичній освіті для юнаків.
Дівчат затримували в оспедалє до 17 — 20 років. Для вихованок-сиріт було лише три шляхи:
- стати чорницями в численних монастирях
- працювати в тому ж оспедалє, де і мешкали, безоплатно і довічно
- вийти заміж. Останнє було досить непросто через чернечі устави закладів і обмеження в спілкуванні з чоловіками.

## Фінансове забезпечення закладів
Церква та Оспедалє делла П'єта стали найбільшими прихистками для позашлюбних дітей і дівчат-сиріт. Заклад брав навіть немовлят. Для них в церковному мурі створили отвір, куди і клали покинутих малят. Застережливі написи не робити дітей сиротами  не спрацьовували, бо кількість бідних родин і позашлюбних дітей в Венеції не зменшувалась.
Оспедалє існували на пожертви вірян, добродіїв і, головне, активно заробляли гроші самі. Тут стали в пригоді спів і музичне виховання. Найздібніших навчали грі на музичних інструментах, бо розподілу на чоловічі і жіночі інструменти не було. Якщо дівчата мали добрий голос, їх готували до кар'єри церковних співачок. В церкві під час служби чи концертів дівчат з музичними інструментами та з хору ховали на особливому балконі з ґратами, аби перешкодити контактам з вірянами і запобігти гріху.
В оспедалє делла П'єта до вибору викладачів музики підходили досить прискіпливо, бо присутність чоловіків в жіночому, практично чернечому, закладі вважалась небажаною. Кожний чоловік-викладач музики мав рекомендації і запрошувався на роботу лише на один рік. Договір на працю поновлювали щорічно. Викладач працював не щоденно, він давав завдання, а репетиції проводили старші вихованки. Адже вони добре знали здібності виховного контингенту. Викладачами в оспедалє ставали і колишні жінки-вихованки, що досягли якихось успіхів в музичній кар'єрі. Саме це забезпечувало освітню і музичну традицію. Наявність оркестрів спонукала виробництво музичних інструментів, обумовила їх удосконалення. Жінки-викладачі розробили декілька методик гри на музичних інструментах. Музичні концерти і хорові співи стали в Венеції традицією. Публічні виступи оплачували окремо. Оспедалє делла П'єта часто давав публічні концерти для всіх бажаючих. В програмі концертів були як духовні твори, так і ораторії, і інструментальні п'єси. Але публіка знала відомих інструменталісток чи вокалісток з оспедалє лише за іменами. Під час концертів забороняли оплески, свою прихильність до виконавців слухачі здійснювали через грошові пожертви та поетичні, віршовані листи.

## Осуд безжальних і піклування благодійників
Як і в середньовічній Європі, запровадження сучасних боксів для покинутих немовлят викликає осуд безжальних і піклування благодійників. Але невирішені проблеми з батьками-юнаками, біженцями, викраденням жінок і примусовою проституцією, ставлення до жінки лише як до об'єкту насолод за платню, не сприяло і не сприяє вирішенню проблем з покинутими та небажаними дітьми. Осуд безжальних — не запобігає проблемі і не сприяє збереженню життя покинутих дітей. Тому в Західній Європі набуває сили рух задля збільшення мережі сучасних боксів для покинутих немовлят. Адже сучасні бокси досить анонімні і мають постійний нагляд медичних працівників.
У деяких країнах законодавче ставлення до появи боксів досить позитивне. В тій же Угорщині вже діють поправки до закону, що зрівняли відмову від небажаної дитини через офіційний бокс — зі згодою батьків чи родичів на усиновлення такої дитини в новій родині. Водночас кинути небажану дитину в будь-якому іншому місці, як і раніше, залишається злочином через загрозу життю дитини.